# Satz von Andersen-Jessen
Der Satz von Andersen-Jessen ist ein mathematischer Satz aus der Wahrscheinlichkeitstheorie, der sich mit der Existenz von Produktmaßen von beliebig vielen Wahrscheinlichkeitsmaßen beschäftigt. Im Gegensatz zu vielen anderen Existenzaussagen wie dem Satz von Ionescu-Tulcea und dem Erweiterungssatz von Kolmogorov lässt er auch Produkte von überabzählbar vielen Messräumen zu und stellt keine weiteren Forderungen an die Struktur dieser Räume. Damit liefert der Satz beispielsweise die Existenz von überabzählbaren Familien unabhängiger Zufallsvariablen und von überabzählbaren Produktmodellen. Der Satz ist nach den dänischen Mathematikern Erik Sparre Andersen und Børge Jessen benannt.

## Aussage
Gegeben seien eine nichtleere Indexmenge {\displaystyle I} sowie Messräume {\displaystyle (\Omega _{i},{\mathcal {A}}_{i})} und darauf definierte Wahrscheinlichkeitsmaße {\displaystyle P_{i}} für alle {\displaystyle i\in I}. Bezeichne mit {\displaystyle {\mathcal {E}}(I)} die Menge aller endlichen Teilmengen von {\displaystyle I} und für {\displaystyle K\subset I} das Produkt der Messräume als
{\displaystyle (\Omega ^{K},{\mathcal {A}}^{K}):=\left(\prod _{i\in K}\Omega _{i},\bigotimes _{i\in K}A_{i}\right)}.
Des Weiteren sei
{\displaystyle \pi _{J}:\Omega ^{I}\to \Omega ^{J}\;{\text{ definiert durch }}\pi (\omega )=\omega |_{J}}
die Projektion auf die Komponenten aus {\displaystyle J} und {\displaystyle Q_{\pi _{J}}:=Q\circ (\pi _{J})^{-1}} das Bildmaß eines Wahrscheinlichkeitsmaßes {\displaystyle Q} unter der Projektion auf die Komponenten (äquivalent ist {\displaystyle Q_{\pi _{J}}} die Verteilung von {\displaystyle \pi _{J}}).
Der Satz besagt nun, dass es genau ein Wahrscheinlichkeitsmaß {\displaystyle P} auf  {\displaystyle (\Omega ^{I},{\mathcal {A}}^{I})} gibt, so dass für alle {\displaystyle J\in {\mathcal {E}}(I)} immer
{\displaystyle P_{\pi _{J}}=\bigotimes _{i\in J}P_{i}}
gilt. Die Projektionen auf endlich viele Komponenten stimmen also immer mit dem endlichen Produktmaß überein.

## Geschichte
Aussagen zur Existenz von unendlichen Produktmaßen wurden bereits früh bewiesen, hierin weichen die Maßtheorie und die Wahrscheinlichkeitstheorie voneinander ab. Einer der zentralen Sätze zu diesem Thema ist der Erweiterungssatz von Kolmogorov, der aber zuvor schon von Percy John Daniell in einer nicht-stochastischen Formulierung bewiesen wurde. Dieser Satz liefert die Existenz eines Wahrscheinlichkeitsmaßes aber nur unter der Voraussetzung, dass die beteiligten Messräume eine gewisse Struktur tragen, sie müssen borelsch sein. Dafür können die Projektionen der Wahrscheinlichkeitsmaße aber auch voneinander abhängig sein, was diesen Satz insbesondere für die Theorie der stochastischen Prozesse interessant macht.
Fordert man nur, dass die einzelnen Wahrscheinlichkeitsmaße unabhängig sind, so lässt sich die Existenz eines Maßes auf dem Produktraum für beliebige Messräume zeigen. Erste Arbeiten zu diesem Thema gehen auf Antoni Łomnicki und Stanisław Marcin Ulam sowie John von Neumann zurück.
Eine natürliche Frage ist nun, ob sich die beiden Aussagen kombinieren lassen, also ob ein Maß auf dem Produktraum existiert, dessen Projektionen auf die Komponenten nicht notwendigerweise unabhängig sind und ohne dass man noch zusätzliche Struktur auf den Messräumen fordert. Die Leistung von Erik Sparre Andersen und Børge Jessen ist, dass sie 1948 mit einem Gegenbeispiel zeigten, dass dies unmöglich ist.